# Caldo de carachama
El caldo de carachama o sopa de carachama es una comida típica de las comunidades amazónicas de la provincia de Pastaza, en Ecuador, y en el departamento de Loreto, en Perú. 
La carachama es un pez con 16 especies diferentes que vive en agua dulce. Estos tipos de carachama se puede encontrar en ríos con piedras grandes, ya que se producen en esas zonas, otros especímenes de carachama como el shiyu viven en peñas y su reproducción es haciendo agujeros en esos tipos de lugares.

## Descripción
La preparación tradicional del caldo de carachama es en ollas de barro (kallana). La kallana es elaborada por mujeres de las comunidades amazónicas con un barro especial que se llama manga allpa. Para su elaboración se hierve el pescado en agua salada. La carachama cocida se acompaña con ají, yuca y plátano cocinado.